# John Alden Carpenter
John Alden Carpenter (28. februar 1876 i Park Ridge ved Chicago – 26. april 1951 i Chicago) var en amerikansk komponist. Han var en af de første amerikanske komponister, der eksperimenterede med jazz i sine værker. Bl.a. i balleterne Krazy Kat (1921) og Skyscrapers (1926). Han skrev ligeledes to symfonier og flere orkesterværker. Virgil Thomson betegnede hans stil med udtrykket Rich Man's Music.

## Udvalgte værker
- Symfoni nr. 1 (1917) - for orkester
- Symfoni nr. 2 (1942) - for orkester
- Krazy Kat (1921) - ballet
- Skyscrapers (1926) - ballet
- Klaverkoncert (1915) - for klaver og orkester
- Adventures in a Perambulator (1914) - for orkester
- Sea Drift (Symfonisk digtning) (1933) - for orkester